# Long Wave
Long Wave è il secondo album da solista registrato da Jeff Lynne, pubblicato l'8 ottobre (Regno Unito) e il 9 ottobre 2012 (Stati Uniti).

## Il disco
L'album contiene versioni cover di canzoni che hanno influenzato Lynne mentre cresceva e risiedeva a Birmingham;è stato registrato tra il 2010 e il 2012.
At Last era programmato per essere il primo singolo nel Regno Unito e Mercy Mercy il primo singolo americano emesso dall'album.
Lynne ha detto dell'album:
(Jeff Lynne)

## Tracce
1. She – 2:41 (testo: Herbert Kretzmer – musica: Charles Aznavour)
2. If I Loved You – 2:21 (testo: Oscar Hammerstein II – musica: Richard Rodgers)
3. So Sad (To Watch Good Love Go Bad) – 2:33 (Don Everly)
4. Mercy, Mercy – 2:53 (Don Covay e Ronald Miller)
5. Running Scared – 2:10 (Roy Orbison e Joe Melson)
6. Bewitched, Bothered and Bewildered – 2:20 (testo: Lorenz Hart – musica: Richard Rodgers)
7. Smile – 2:32 (testo: John Turner e Geoffrey Parsons – musica: Charlie Chaplin)
8. At Last – 2:34 (Mack Gordon e Harry Warren)
9. Love Is a Many-Splendored Thing – 2:30 (testo: Paul Francis Webster – musica: Sammy Fain)
10. Let It Rock – 1:52 (Chuck Berry)
11. Beyond the Sea – 2:53 (testo: Jack Lawrence – musica: Charles Trenet)

bonus track dell'edizione giapponese
1. Jody – 2:51 (Del Shannon)

## Recensioni
| AllMusic                | 8/10 |
| Consequence Of Sound    | 7/10 |
| London Evening Standard | 4/10 |
| ----------------------- | ---- |